# Jevohn Shepherd
Jevohn Tyrone Shepherd (* 8. April 1986 in Toronto, Ontario) ist ein ehemaliger kanadischer Basketballspieler jamaikanischer Abstammung. Nach dem Studium im Nachbarland Vereinigte Staaten wurde der kanadische Nationalspieler Profi und spielte in mehreren europäischen Ländern, darunter Deutschland (Basketball-Bundesliga). 2012 wurde er niederländischer Pokalsieger, spielte später in Rumänien, in Italien, in Belgien sowie in Frankreich.
Shepherd war mit der Nationalmannschaft Kanadas Endrundenteilnehmer der Basketball-Weltmeisterschaft 2010 und nahm an den Amerikameisterschaften 2011 und 2013 teil.

## Karriere
Shepherd war Schüler des West Hill Collegiate Institute in Toronto und empfahl sich mit guten Leistungen in der Schulmannschaft für ein Stipendium in den Vereinigten Staaten. Von 2005 bis 2009 ging Shepherd vier Jahre lang für die Hochschulmannschaft Wolverines der University of Michigan in der NCAA auf Körbejagd. Seine statistischen Werte blieben an der University of Michigan bescheiden: Der Kanadier stand in vier Jahren in 117 Einsätzen im Durchschnitt 9,5 Minuten pro Spiel auf dem Feld und verbuchte 2,5 Punkte und 1,4 Rebounds je Begegnung.
Anschließend spielte er für die Halifax Rainmen in der US-amerikanischen Premier Basketball League. Von Saisonbeginn 2010/2011 bis März 2011 spielte er in der deutschen zweiten Liga Pro A für die GiroLive-Ballers Osnabrück und zeigte bei den Niedersachsen mit 20,2 Punkte und 6,1 Rebounds je Begegnung gute Leistungen. Anschließend wechselte er bis zum Saisonende im Mai in die erste Basketball-Bundesliga zu den Skyliners aus Frankfurt. Für den Bundesligisten wirkte Shepherd in 15 Bundesliga-Spielen mit (4,5 Punkte, 2,1 Rebounds/Spiel) und stieß mit der Mannschaft ins Halbfinale um die deutsche Meisterschaft vor.
Für die folgende Saison 2011/12 erhielt er einen Vertrag beim amtierenden niederländischen Meister Zorg en Zekerheid aus Leiden. Hier konnte er 2012 den Gewinn des nationalen Pokals feiern. Es folgten weitere Vereinsstationen in Rumänien, Italien, Belgien und Frankreich. 2019 beendete er seine Laufbahn.

### Nationalmannschaft
2007 gewann er mit Kanadas Studentennationalmannschaft Bronze bei der Universiade in Bangkok. Während des Turniers erreichte er im Schnitt 12,7 Punkte, 3,9 Rebounds und 1,4 Korbvorlagen je Begegnung.
Mit der kanadischen Nationalmannschaft war er Teilnehmer der WM 2010, welche nach fünf Vorrundenniederlagen unter anderem gegen die libanesische Basketballnationalmannschaft ohne einen einzigen Sieg mit einer Enttäuschung endete. Auch die Amerikameisterschaft 2011 endete mit dem sechsten Platz enttäuschend, da nur der fünfte Platz, den die Nationalmannschaft Venezuelas erreichte, zur Teilnahme am vorolympischen Qualifikationsturnier für London 2012 berechtigt hätte. Bis 2013 absolvierte er insgesamt 20 Länderspiele und wurde danach nicht mehr nominiert. Insgesamt bestritt er mehr als 60 Spiele im kanadischen Nationaltrikot.

## Erfolge
- Niederländischer Pokalsieger 2012

## Nach der Spielerzeit
Shepherd wurde nach seinem Rücktritt als Spieler für kanadische Sender als Basketballfachmann tätig, kommentierte unter anderem das Geschehen bei der Mannschaft Raptors 905. Im November 2020 trat er das Manageramt bei der Mannschaft Ottawa BlackJacks aus der kanadischen Profiliga Canadian Elite Basketball League (CEBL) an.